# Warnau (Holstein)
Warnau ist eine Gemeinde in der Region Barkauer Land im Kreis Plön in Schleswig-Holstein. 
Laut dem aktuellen Bericht des Statistischen Amtes für Hamburg und Schleswig-Holstein für das 3. Quartal 2022 hat Warnau 383 Einwohner.

## Geografie und Verkehr

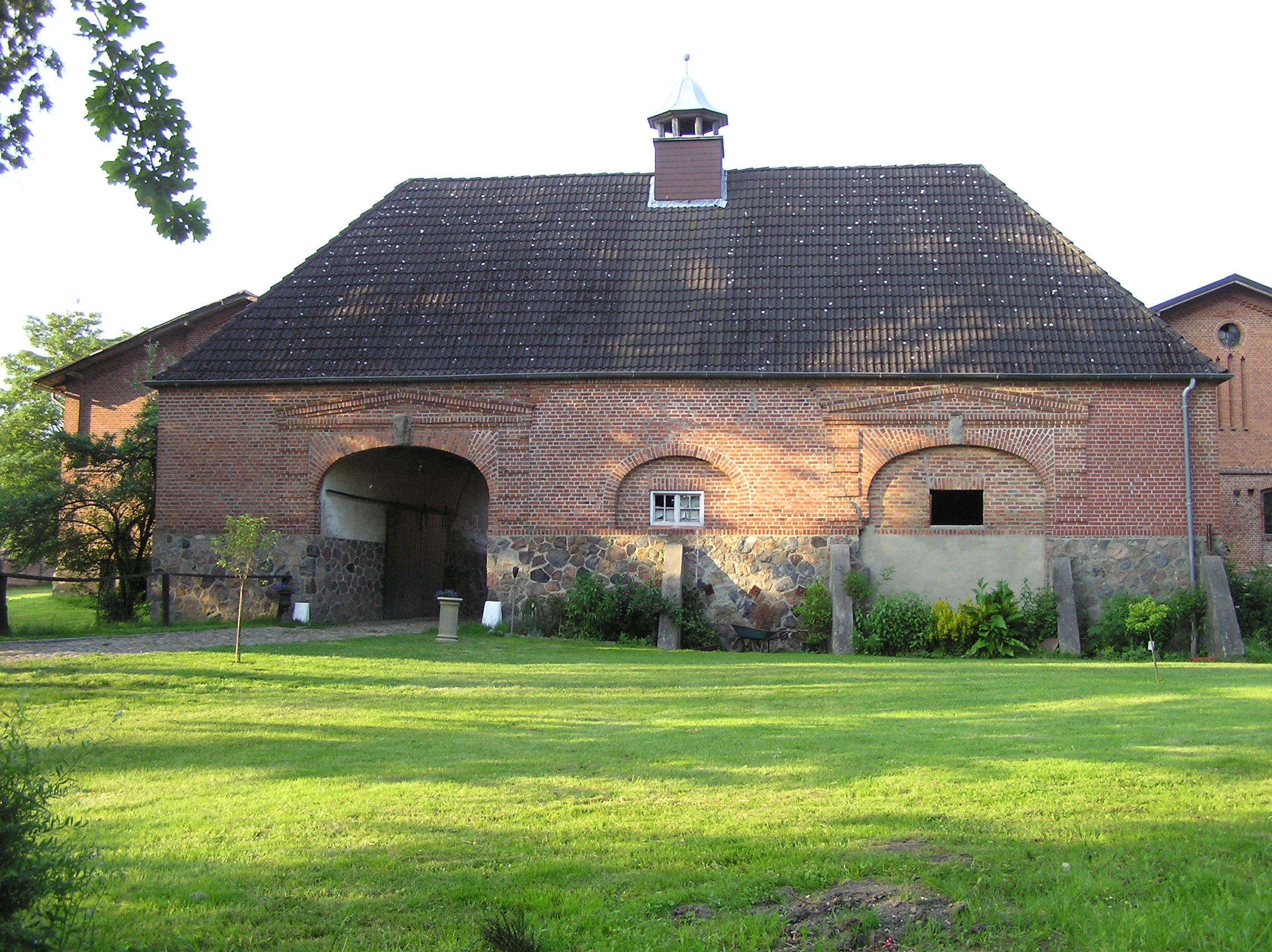
Torhaus von 1719 in Warnau

Warnau liegt an der Bundesstraße 404 zwischen Kiel und Bad Segeberg. Der Ort liegt etwa 9 km östlich von Bordesholm, etwa 17 km südlich von Kiel und etwa 500 Meter südöstlich vom Hochfelder See. Von 1911 bis 1961 war Warnau Bahnstation der Kleinbahn Kiel–Segeberg, deren Gleise bereits 1962 entfernt wurden.

## Geschichte
Der Name Warnau leitet sich aus varna (polabisch) für '(Raben)Krähe' ab. Die Ortsgeschichte reicht bis ins 14. Jahrhundert zurück. Das urkundliche Gründungsdatum von Warnau ist der 17. Januar 1481.

## Politik

### Gemeindevertretung
Bei der Kommunalwahl am 14. Mai 2023 wurden insgesamt neun Sitze vergeben. Von diesen erhielt die Bürger- und Wählergemeinschaft Warnau fünf Sitze und das Freie Bürgerforum Warnau vier Sitze.

### Wappen
Blasonierung: „Von Gold und Grün erhört geteilt. Oben eine stehende schwarze Rabenkrähe, unten ein einfacher silberner Ring, erhöht begleitet rechts von einem abgebrochenen silbernen Krummstab und links von einem silbernen Kleeblatt.“

## Sehenswürdigkeiten
Liste der Kulturdenkmale in Warnau